# Los Angeles Clippers
Los Angeles Clippers este un club american de baschet cu sediul în Los Angeles, California, Statele Unite. Joacă în National Basketball Association (NBA) și este membru al Conferinței de Vest, Divizia Pacificului. Meciurile de acasă le joacă în Intuit Dome, o arenă inaugurată în 2024 și care a costat două miliarde de dolari.